# ناپی هدکوارترز (نیومکزیکو)
ناپی هدکوارترز (به انگلیسی: Napi Headquarters) یک منطقهٔ مسکونی در ایالات متحده آمریکا است که در شهرستان سن خوآن، نیومکزیکو واقع شده‌است. ناپی هدکوارترز ۸٫۵ کیلومتر مربع مساحت و ۷۰۶ نفر جمعیت دارد.